# Dischidia trichostemma
Dischidia trichostemma är en oleanderväxtart som beskrevs av Rudolf Schlechter. Dischidia trichostemma ingår i släktet Dischidia och familjen oleanderväxter. Inga underarter finns listade i Catalogue of Life.